# إيليد
الإيليدات في الكيمياء هي جزيئات ثنائية القطب متعادلة الشحنة الكهربائية تتألف غالباً من ذرة كربون مشحونة سلباً (أنيون كربوني) متصلة بشكل مباشر إلى ذرة غير متجانسة مشحونة إيجاباً (مثل النتروجين والفوسفور والكبريت) بحيث يكون لدى الذرتين ثمانيات مكتملة من الإلكترونات. بالتالي تحصل بين تلك الذرتين رابطة كيميائية من نوع خاص بحيث لها صفة رابطة تساهمية كما توجد سمة أيونية لها −X+–Y. بالتالي فهي مركبات ثنائية القطب وصنف فرعي من الأيونات المزدوجة.
تعد الإيليدات من المتفاعلات والمركبات الوسطية النشيطة في الكيمياء العضوية؛ وأشهرها هي الإيليدات الفوسفوريلية، التي تستخدم في تفاعل فيتيغ لتحويل الكيتونات والألدهيدات إلى ألكينات.